# Carnotproces

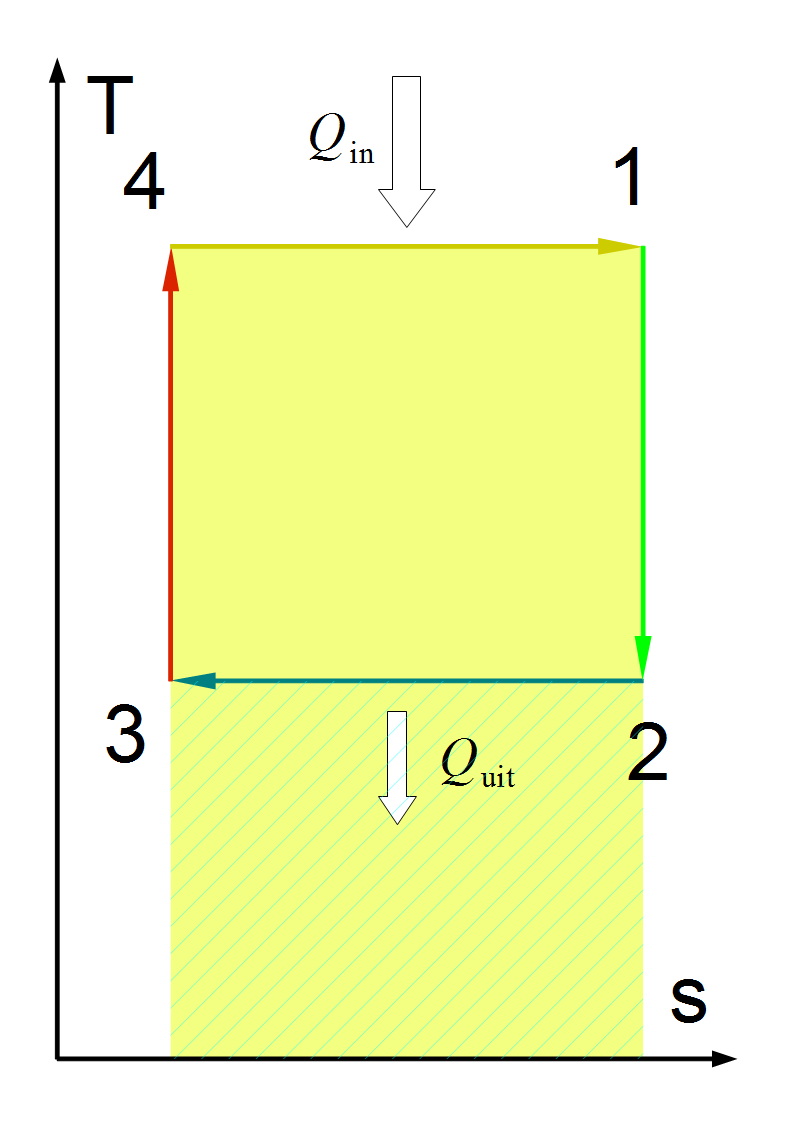
Het carnotproces weergegeven in een Ts-diagram

Het carnotproces weergegeven in een pV-diagram

Het carnotproces of de carnotcyclus is een ideaal thermodynamisch kringproces waarbij alle warmte wordt toegevoerd bij een hoge temperatuur {\displaystyle T_{1}} en wordt afgevoerd bij een lage temperatuur {\displaystyle T_{2}}. Hierdoor wordt een zo groot mogelijk deel van de toegevoerde warmte in arbeid omgezet. De Franse wiskundige Sadi Carnot (1796-1832) ontwikkelde dit model om een bovengrens voor het rendement te berekenen van de omzetting van thermische energie in mechanische arbeid. Het carnotproces bestaat uit een kringloop met twee omkeerbare adiabatisch fasen en twee isotherme fasen; in de carnotcyclus is het adiabatische deel tevens isentroop omdat de cyclus omkeerbaar is.
Het carnotproces verloopt in het T,s-diagram als volgt:
1-2: isentrope expansie;
2-3: isothermische compressie;
3-4: isentrope compressie;
4-1: isothermische expansie.
Alle warmte wordt tijdens de isothermische expansie toegevoerd en tijdens de isothermische compressie afgevoerd. Arbeid wordt door het systeem geleverd tijdens de twee expansiefasen; tijdens de twee compressiefasen moet een deel van die arbeid weer terug aan het systeem geleverd worden. Het rendement bij dit proces is de per saldo door het systeem geleverde arbeid, gedeeld door de in totaal toegevoerde warmte, zonder aftrek van de afgevoerde warmte (deze kan niet worden teruggewonnen om opnieuw aan het systeem te worden toegevoerd en wordt dus beschouwd als verlies).
In de praktijk is het carnotprincipe niet uitvoerbaar, maar wordt het gebruikt om een theoretische bovengrens voor het rendement vast te stellen, uitgedrukt in de hoogste temperatuur {\displaystyle T_{1}} en de laagste temperatuur {\displaystyle T_{2}} in de cyclus.
Af te leiden valt dat voor het carnotproces het rendement {\displaystyle \eta } gelijk is aan het verschil tussen de  hoogste en laagste absolute temperaturen {\displaystyle T_{1}} en {\displaystyle T_{2}}, gedeeld door de hoogste temperatuur {\displaystyle T_{1}}:
{\displaystyle \eta ={T_{1}-T_{2} \over T_{1}}=1-{T_{2} \over T_{1}}}
Voor een stoommachine met een stoomtemperatuur van 177 °C = 450 K en een koelwatertemperatuur van 27 °C = 300 K bedraagt het theoretisch maximale rendement dus 1 - 300/450 = 33%. Merk op dat voor het theoretisch rendement van 100% {\displaystyle T_{1}} oneindig groot zou moeten zijn of {\displaystyle T_{2}} = 0 K, het absolute nulpunt.
Het bewijs door middel van de entropie S is eenvoudig:
{\displaystyle |Q_{\mathrm {in} }|=(S_{1}-S_{4})T_{1}}: in de figuur de gele oppervlakte.
{\displaystyle |Q_{\mathrm {uit} }|=(S_{2}-S_{3})T_{2}=(S_{1}-S_{4})T_{2}}: in de figuur de gearceerde oppervlakte.
{\displaystyle |W|=|Q_{\mathrm {in} }|-|Q_{\mathrm {uit} }|=(S_{1}-S_{4})(T_{1}-T_{2})}: in de figuur de gele, niet gearceerde oppervlakte.
{\displaystyle \eta ={\frac {|W|}{|Q_{\mathrm {in} }|}}}
{\displaystyle \eta ={\frac {T_{1}-T_{2}}{T_{1}}}=1-{\frac {T_{2}}{T_{1}}}}